# Necpaly
Necpaly (em húngaro: Necpál) é um município da Eslováquia, situado no distrito de Martin, na região de Žilina. Tem 42,17 km² de área e sua população em 2018 foi estimada em 973 habitantes.

## Demografia
| Ano:        | 1994 | 2004   | 2014   | 2024    |
| ----------- | ---- | ------ | ------ | ------- |
| Broj ljudi: | 798  | 826    | 888    | 1023    |
| Razlika:    |      | +3,50% | +7,50% | +15,20% |

| Ano:               | 2023 | 2024   |
| ------------------ | ---- | ------ |
| Número de pessoas: | 1019 | 1023   |
| Diferença:         |      | +0,39% |